# Angry Birds Friends
Angry Birds Friends — компьютерная игра от Rovio для социальных сетей, часть серии Angry Birds. Предназначена для социальной сети Facebook, в которой и вышла изначально как Flash-приложение на базе Facebook API. Впоследствии была выпущена для Android и iOS как приложение, загружаемое через App Store или Google Play.

## Описание
В отличие от предыдущих игр Angry Birds, эта игра синхронизирует достижения и процесс прохождения через Facebook между игроками и их друзьями, которые также играют в игру. Для игры требуется вход в Facebook по протоколу OAuth. Лучшие 3 игрока каждую неделю получают в игре валюту под названием «Птичьи монеты», которую можно использовать для покупки бонусов или для приобретения дополнительных слотов. Кроме того, мобильная версия включает в себя 4 тренировочных уровня, где есть бесконечные бонусы, доступные для использования.
В феврале 2012 года эпизод «Surf and Turf» был добавлен в версию Angry Birds Friends, и он также был добавлен к оригинальным Angry Birds. В июле 2012 года эпизод «Pigini Beach» был добавлен в Angry Birds Friends.
В августе 2012 года Rovio объявил о партнерстве с панк-группой Green Day, которая привела к 20 новым уровням Angry Birds Friends, в которых участвовали все 3 музыканта. Новые уровни выставили каждого участника Green Day как зелёную свинью. Последний сингл Green Day стал саундтреком игры. Уровни были удалены в декабре 2012 года.
В марте 2013 года был добавлен эпизод под названием «Свиные Сказки», который имеет фантастические тематические уровни. Еженедельные турниры в игре иногда показывают уровни, основанные на этом сезоне, такие как рождественские тематические уровни в декабре и пасхальные тематические уровни во время Пасхи.
В марте 2016 года у Angry Birds Friends была специальная тема «Год в космосе», посвященная возвращению американского астронавта Келли Скотта и двух космонавтов, которые провели целый год на Международной космической станции.

## Критика
| Сводный рейтинг | Сводный рейтинг |
| Агрегатор       | Оценка          |
| --------------- | --------------- |
| Metacritic      | 65/100          |

Игра получила смешанные отзывы с рейтингом Metacritic 65/100 на основе 5 отзывов. Pocket Gamer раскритиковал игру за то, что она «поверхностная и скучная».
В апреле 2013 года Rovio сообщила, что игру на Facebook установили более 60 миллионов пользователей, причём ежедневно в игру заходят 1,2 миллиона пользователь, а ежемесячно — 10 миллионов.